# Troy Winbush
Troy Winbush est un acteur américain né le 12 mars 1970 à Manhattan.

## Filmographie
- 2012 : NCIS : Los Angeles - Saison 4 Episode 3 : George Toretto
- 2012 : Scandal - Saison 2 Episode 8 : Morris Elcott
- 2012 : Scandal - Saison 1 Episodes 2 - 7 : Morris Elcott
- 2011 : Castle - Saison 4 Episode 9 : Marcus Ford
- 2010 : NCIS : Enquêtes spéciales - Saison 8 Episode 19 : Sam Keeler
- 2010 : Mentalist - Saison 3 Episode 5 : Phil Debolt
- 2010 : The Defenders - Saison 1 Episode 6 : Officier Chuck Collins
- 2009 : Lie To Me - Saison 1 Episode 5 : Wallace
- 2007 : Monk - Saison 6 Episode 2 : Silent Killa
- 2007 : Saving Grace - Saison 1 Episode 8 : William Stener
- 2007 : Benjamin Gates et le Livre des secrets : Agent Hammer
- 2007 : Le Cauchemar de la forêt : Basso
- 2004 : NIH : Alertes médicales - Saison 1 : Frank Powell
- 2004 : Six: The Mark Unleashed : Lewis
- 2004 : Sniper 3 : Capitaine Laraby
- 2003 : FBI : Opérations secrètes - Saison 1 Episode 9 : Kent
- 2003 : The Last Shot : Agent Ray Dawson
- 2003 : The United States of Leland : Dave
- 2002 : Boston Public - Saison 3 Episode 8 : Aaron Lipschultz
- 2002 : Preuve à l'appui - Saison 2 Episode 1
- 2002 : Les Experts : Miami - Saison 1 Episodes 21 - 23 : Welch
- 2001 : New York Police Blues - Saison 9 Episode 12 : Harold Carr
- 2001 : Urgences - Saison 8 Episode 5
- 2001 : Boston Public - Saison 2 Episode 18 : Aaron Lipschultz
- 2001 : La Vie avant tout - Saison 2 Episode 1 : Ray Ellis
- 2001 : Le Courtier du cœur : Golfeur
- 2001 : John Q : Steve Smith
- 2001 : Luau : Quand la fête dérape : Big Spade
- 2000 : Les Anges du bonheur - Saison 7 Episode 5 : Langford T.
- 2000 : Les Remplaçants : Walter Cochran
- 1999 : Mutinerie : Leroy Wallis
- 1997 : Sauver ou Périr : Thorsen
- 1996 : Dark Skies : L'Impossible Vérité - Saison 1 Episode 16 : Quentin
- 1994 : Sister, Sister - Saison 2 Episode 6 : Régisseur
- 1991 : New York, police judiciaire - Saison 2 Episode 18 : Leon Jarvis
- 1990 : Le Bûcher des vanités : Roland Auburn
- 1989 : Cosby Show - Saison 6 Episode 9 : Denny
- 1988 : Cosby Show - Saison 5 Episodes 08 - 15 - 16 - 18 - 24 : Denny
- 1987 : Cosby Show - Saison 4 Episodes 11 - 12 - 16 - 17 - 23 : Denny
- 1987 : Le Proviseur : 'Baby' Emile